# Gelders Archief
Het Gelders Archief te Arnhem is het Regionaal Historisch Centrum voor de provincie Gelderland, de gemeenten Arnhem, Renkum, Rheden en Rozendaal, Overbetuwe en het Vallei en Veluwe. Dit archief is op 1 juni 2002 ontstaan door een fusie tussen het Rijksarchief in Gelderland en de opgeheven gemeentearchieven van Arnhem, Renkum, Rheden en Rozendaal. Het beheert archieven en collecties van de 9e tot en met de 21e eeuw.

## Functie
Het Gelders Archief fungeert als rijksarchief in Gelderland en als gemeentearchief voor de vijf genoemde gemeenten. Vanuit die functies beheert het enerzijds archieven en collecties afkomstig van rijks-, provinciale en particuliere instellingen met als werkingsgebied de provincie Gelderland of voorgangers daarvan, en anderzijds van de genoemde gemeenten (en eventueel daarin opgegane gemeenten) en particuliere instellingen en personen uit die gemeenten, zoals huizen, families, bedrijven, kerken, scholen, verenigingen en stichtingen.

## Collectie
De totale omvang van de collectie besloeg in 2024 circa 38 kilometer schapruimte. Daarnaast beheert het archief een grote audiovisuele collectie. 
Opvallende collectie-onderdelen:
- Excuusbrief uit 1076 en het Keppel Fragment, een deel van een 9e-eeuws manuscript: de twee oudste stukken in de collectie
- Bewijsstuk 'verdwijning' van de Britse prinsen Richard en Eduward uit de Tower te Londen in 1483[2]
- Archief van de graven en hertogen van Gelre
- Archief van de eerste Nederlandse kerncentrale in Dodewaard
- Archief van het tweede nationale park in Nederland, De Hoge Veluwe
- Circa 25.000 brieven van en aan Charlotte Sophie Bentinck (1715-1800)